# Hylorus armatus
Hylorus armatus là một loài bọ cánh cứng trong họ Cerambycidae.